# Kriegsmarinewerft Wilhelmshaven
 (novembre 2020).

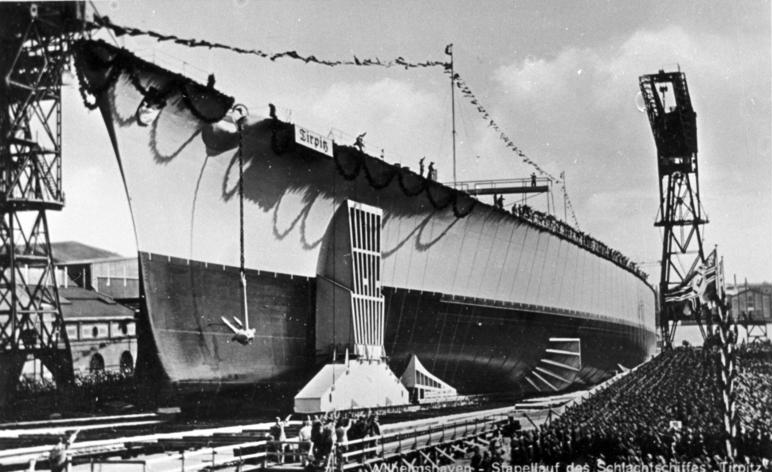
Lancement du Tirpitz (1941).

Le Kriegsmarinewerft à Wilhelmshaven est le chantier naval le plus important du Troisième Reich.
Il est créé après la Première Guerre mondiale sur l'héritage d'un chantier naval datant de l'Empire. Il prend le nom de « Reichsmarinewerft » en 1935. Possession de la Kriegsmarine, le chantier est spécialisé dans la réparation, la modification et l'entretien des navires de guerre. La construction vient ensuite pour maintenir le niveau élevé du personnel, des connaissances et de l'équipement.
Depuis 1957, le chantier est à la charge de la Bundesmarine et de la Deutsche Marine.

## Histoire

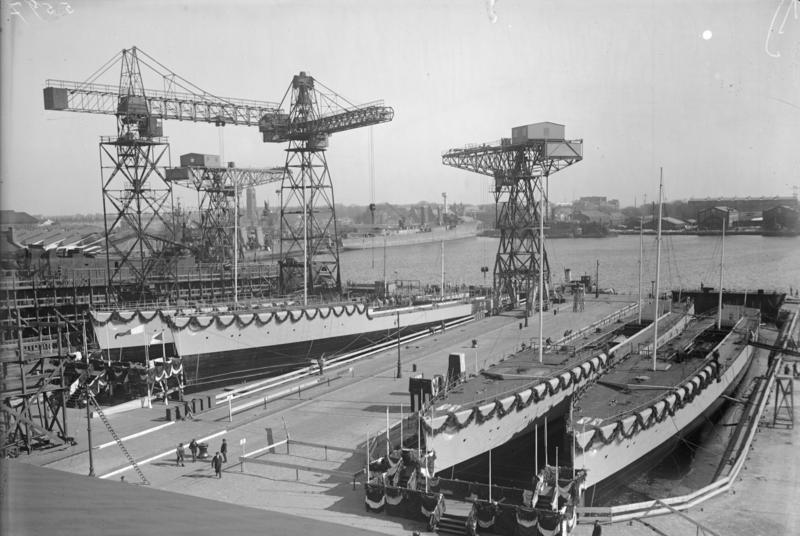
Construction de quatre torpilleurs en 1928.

La fin de la Première Guerre mondiale met également fin aux activités du chantier naval impérial de Wilhelmshaven après que les dernières unités de la flotte de guerre allemande ont été retirée fin 1918.
Le traité de Versailles interdit à l'Allemagne la construction de navires de guerre. L'activité du chantier est donc réduite. Pour la maintenir, il fait de la réparation et honnore les commandes de construction navale civile. Il construit plusieurs navires de pêche, de marchandises et des paquebots. En 1919, le chantier se lance dans la démolition ; en 1923, près de 300 navires de guerre et des navires marchands (allemands ou étrangers) sont mis au rebut.
Le chantier prend le nom de Industriewerke Rüstringen, et en 1921 après l'acquisition par la Reichsmarine de Vorläufigen Reichsmarine puis Reichsmarinewerft.
Le premier navire de guerre que le chantier construit de 1921 à 1925 est le croiseur léger Emden. Le dernier grand navire est le cuirassé Tirpitz de 1936 à 1941.
Après leur arrivée au pouvoir en 1933, les nazis orientent le chantier davantage vers la marine de guerre. Il prend le nom de « Kriegsmarinewerft » en 1935. Le chantier se développe ainsi que les installations portuaires de Wilhelmshaven, conformément au Plan Z.
Après le début de la guerre en 1939, l'activité change : les chantiers de grands navires sont arrêtés, on s'oriente vers la construction de plus petites unités et de U-Boots, ainsi que la réparations de navires endommagés au combat.
En tant que site de production majeur de l'industrie de la défense, le chantier est attaqué plus d'une centaine de fois par les forces alliées lors de bombardements, occasionnant de nombreux dommages et victimes dans le chantier et dans la ville de Wilhelmshaven. Bien que partiellement détruit, le chantier se maintient encore en activité. Au début de 1945, 17 000 personnes y travaillent, dont 2 000 prisonniers du camp à côté [réf. souhaitée].
Le 6 mai 1945, les forces polonaise canadienne occupent la ville et le chantier ; des navires alliés y sont réparés. En 1946, le chantier commence à être démantelé puis détruit, de même que les installations portuaires. Environ 95 % des navires allemands en construction subissent le même sort.
En 1957, l'activité du chantier peut reprendre sur la base de l'ancien chantier. Comme précédemment, la tâche principale consiste à entretenir et réparer des navires de guerre.
En 1978, 6 000 personnes travaillent au chantier naval.

## Navires construits par le Kriegsmarinewerft (sélection)
- Construction du Emden (1925)
- Conversion du Meteor (de) (1924)

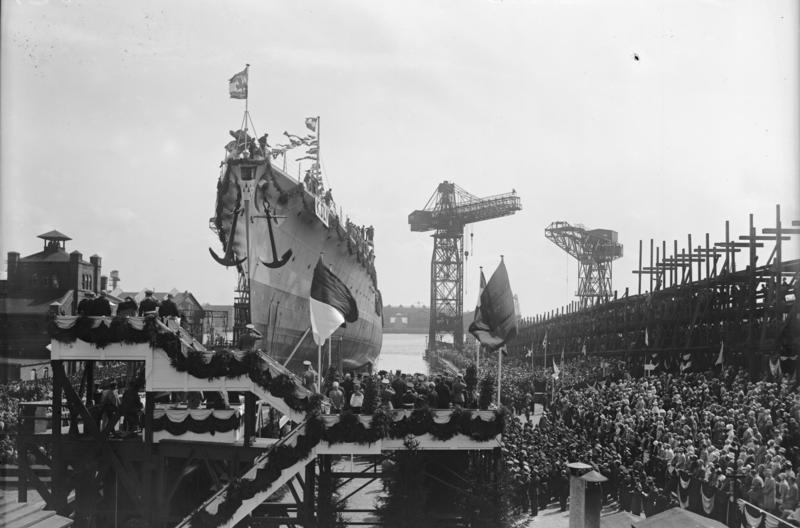
Baptême du Köln.

- Construction du torpilleur Möwe (1926) (de)
- Construction du croiseur léger Königsberg (1927)
- Construction du croiseur léger Köln (1928)
- Construction du croiseur léger Leipzig (1929)
- Construction de l'artilleur Bremse (1931) (de)
- Construction du croiseur lourd Admiral Scheer (1934)
- Construction du croiseur lourd Admiral Graf Spee (1936)
- Construction du croiseur de bataille Scharnhorst (1936)
- Construction du cuirassé Tirpitz (1941)
- Construction des U-Boote U-751 à U-768 et U-771 à U-779 (1941-1944)
- Construction du dragueur Greif (1942) (de)